# Поли (9,9 - диоктилфлуорен)
Поли (9,9 - диоктилфлуорен) (познат и под комерицијалним називом Ф8) спада у групу полифлуорена, који су конјуговани полимери који се примењују када је потребна ефикасна плава луминисценција, односно таласна дужина емитоване светлости око 420 nm. 
Флуоренски хомо- и кополимери имају јако велику примену при изради органских соларних ћелија. Као и код већине конјугованих полимера, молекулска структура је са крутим главним ланцем и флексибилним споредним гранама. Флуоренска јединица је планарна, док алкил супституенти леже управно у односу на ту раван.
Ф8 је кристалиничан полимер са веома великим степеном кристализације захваљујући крутом главном ланцу. Температура кристализације је око 80 0C, а ендотермни пик топљења је на Тм ≈ 157 0C.